# Шербер, Фердинанд
Фердинанд Вильгельм Шербер (нем. Ferdinand Wilhelm Scherber; 31 марта 1874, Вена — 18 ноября 1944, Вена) — австрийский музыкальный критик и композитор.
Окончил факультет права Венского университета (1898), в 1900 г. защитил там же докторскую диссертацию. Изучал также музыковедение под руководством Гвидо Адлера и Генриха Рича, теорию музыки под руководством Роберта Фукса.
С 1901 года работал в музыкальном отделе Венской придворной библиотеки, в 1910—1912 гг. руководитель отдела. Выйдя в отставку по состоянию здоровья, занимался музыкальной критикой и композицией. Был музыкальным обозревателем газет Die Zeit и Wiener Blätter, постоянным автором «Сигналов для музыкального мира» (некоторое время соредактор, в период руководства Макса Копа). Редактировал автобиографическую книгу Карла Гольдмарка (1922) и написал предисловие к её американскому изданию (1927).
Написал оперу «Дева из Святого града» (нем. Das Mädchen von Heiligenstadt; либретто Эрвина Вайля, не поставлена), несколько балетов, концерт для камерного оркестра, струнный квартет, ряд инструментальных пьес. С 1922 г. композитор венского кабаре «Ад» (нем. Die Hölle).